# Polystichum assurgentipinnum
Polystichum assurgentipinnum là một loài thực vật có mạch trong họ Dryopteridaceae. Loài này được W.M. Chu & B.Y. Zhang mô tả khoa học đầu tiên năm 2001.